# Lijst van wapens van voormalige Zeeuwse gemeenten
Dit artikel bevat een lijst van wapens van voormalige Zeeuwse gemeenten. De lijst is alfabetisch gesorteerd.

## A

Wapen van Aagtekerke
Wapen van Aardenburg
Wapen van Arnemuiden
Wapen van Axel 1817-1970
Wapen van Axel 1970-2003

## B

Wapen van Baarland 1817-1950
Wapen van Baarland 1950-1970
Wapen van Bath
Wapen van Biervliet
Wapen van Biggekerke
Wapen van Bloois
Wapen van Bommenede
Wapen van Borssele
Wapen van Boschkapelle
Wapen van Botland
Wapen van Breskens
Wapen van Brigdamme
Wapen van Brijdorpe
Wapen van Brouwershaven
Wapen van Bruinisse
Wapen van Burgh
Wapen van Buttinge

## C

Wapen van Cadzand
Wapen van Clinge
Wapen van Colijnsplaat

## D

Wapen van Domburg (1817)
Wapen van Domburg (1969)
Wapen van Dreischor
Wapen van Driewegen
Wapen van Duiveland
Wapen van Duivendijke

## E

Wapen van Elkerzee
Wapen van Ellemeet
Wapen van Ellewoutsdijk
Wapen van Eversdijk

## G

Wapen van Gapinge
Wapen van Graauw en Langendam
Wapen van 's-Gravenpolder
Wapen van Grijpskerke
Wapen van Groede

## H

Wapen van Haamstede
Wapen van 's-Heer Abtskerke
Wapen van 's-Heer Arendskerke
Wapen van 's-Heer Hendrikskinderen (1819)
Wapen van 's-Heer Hendrikskinderen (1853)
Wapen van 's-Heerenhoek
Wapen van Heille
Wapen van Heinkenszand
Wapen van Hengstdijk
Wapen van Hoedekenskerke
Wapen van Hoek
Wapen van Hontenisse 1817-1970
Wapen van Hontenisse 1970-2003
Wapen van Hoofdplaat
Wapen van Hoogelande
Wapen van Hulst (1817)
Wapen van Hulst (1853)
Wapen van Hulst (1950)

## I

Wapen van IJzendijke

## K

Wapen van Kapelle 1818-1950
Wapen van Kapelle 1950-1970
Wapen van Kats
Wapen van Kattendijke
Wapen van Kerkwerve 1817-1950
Wapen van Kerkwerve 1950-1961
Wapen van Klaaskinderkerke
Wapen van Kleverskerke
Wapen van Kloetinge
Wapen van Koewacht
Wapen van Kortgene
Wapen van Koudekerke
Wapen van Krabbendijke
Wapen van Kruiningen

## L

Wapen van Looperskapelle

## M

Wapen van Maire
Wapen van Mariekerke
Wapen van Meliskerke
Wapen van Middenschouwen

## N

Wapen van Nieuw- en Sint Joosland
Wapen van Nieuwerkerk 1817-1889
Wapen van Nieuwerkerk 1889-1961
Wapen van Nieuwerkerke
Wapen van Nieuwlande
Wapen van Nieuwvliet
Wapen van Nisse
Wapen van Noordgouwe
Wapen van Noordwelle

## O

Wapen van Oost- en West-Souburg
Wapen van Oost-Souburg
Wapen van Oostburg 1817-1971
Wapen van Oostburg 1971-2003
Wapen van Oosterland
Wapen van Oostkapelle
Wapen van Ossenisse
Wapen van Oud-Vossemeer
Wapen van Oudelande
Wapen van Ouwerkerk
Wapen van Overslag
Wapen van Ovezande

## P

Wapen van Philippine
Wapen van Poortvliet

## R

Wapen van Renesse
Wapen van Rengerskerke en Zuidland
Wapen van Retranchement
Wapen van Rilland
Wapen van Rilland-Bath
Wapen van Ritthem

## S

Wapen van Sas van Gent (1817)
Wapen van Sas van Gent (1971)
Wapen van Scherpenisse
Wapen van Schoondijke
Wapen van Schore
Wapen van Serooskerke (Schouwen-Duiveland)
Wapen van Serooskerke (Veere)
Wapen van Sinoutskerke en Baarsdorp
Wapen van Sint Anna ter Muiden
Wapen van Sint-Annaland
Wapen van Sint Jansteen
Wapen van Sint Kruis
Wapen van Sint Laurens
Wapen van Sint-Maartensdijk
Wapen van Sint Philipsland
Wapen van Sirjansland
Wapen van Sluis
Wapen van Sluis-Aardenburg
Wapen van Stavenisse
Wapen van Stoppeldijk

## T

Wapen van Terneuzen (1817)
Wapen van Terneuzen (1970)
Wapen van Tholen

## V

Wapen van Valkenisse (Walcheren)
Wapen van Valkenisse (Zuid-Beveland)
Wapen van Veere
Wapen van Vogelwaarde
Wapen van Vrouwenpolder

## W

Wapen van Waarde
Wapen van Waterlandkerkje
Wapen van Wemeldinge
Wapen van West-Souburg
Wapen van Westdorpe
Wapen van Westenschouwen
Wapen van Westerschouwen
Wapen van Westkapelle
Wapen van Westkapelle-Buiten en Sirpoppekerke
Wapen van Westkerke
Wapen van Wissekerke
Wapen van Wissenkerke
Wapen van Wolphaartsdijk

## Y

Wapen van Yerseke

## Z

Wapen van Zaamslag
Wapen van Zierikzee
Wapen van Zonnemaire (1817)
Wapen van Zonnemaire (1950)
Wapen van Zoutelande
Wapen van Zuiddorpe
Wapen van Zuidzande
Wapen van Zwake